# La prigione della libertà
La prigione della libertà è una raccolta di otto racconti di Michael Ende.
L'indice è il seguente:
- Il traguardo di un lungo viaggio
- Il corridoio di Borromeo Colmi (Hommage à Jorge Luis Borges)
- La casa in periferia (Corrispondenza di un lettore)
- Un po' piccola, in effetti
- Le catacombe di Mizraim
- Dagli appunti di Max Muto, il viandante del sogno
- La prigione della libertà (Il racconto della milleundecima notte)
- La leggenda di Indicavia

Fortemente ispirata all'opera di Jorge Luis Borges, citato in maniera esplicita nel titolo del secondo racconto, la raccolta costituisce una sorta di controcanto al precedente Lo specchio nello specchio, una sua versione più distesa, serena e non priva di un umorismo garbato. Persistente, tuttavia, è una generale inquietudine metafisica, vissuta con una sorta di distacco contemplativo ne La prigione della libertà, il racconto che dà titolo alla raccolta, lasciata invece esposta e aperta in tutte le sue ambiguità ne Le catacombe di Mizraim.
L'ambientazione del secondo e del quarto racconto in Italia sono una sorta di omaggio al contempo sentito e ironico, rivolto a un paese dove Ende ha soggiornato per diversi anni.

## Edizioni
- Michael Ende, La prigione della libertà, traduzione di Alessandro Califano, Editori Associati, 1995,  p. 209, ISBN 88-7819-765-3.